# Dust Bowl

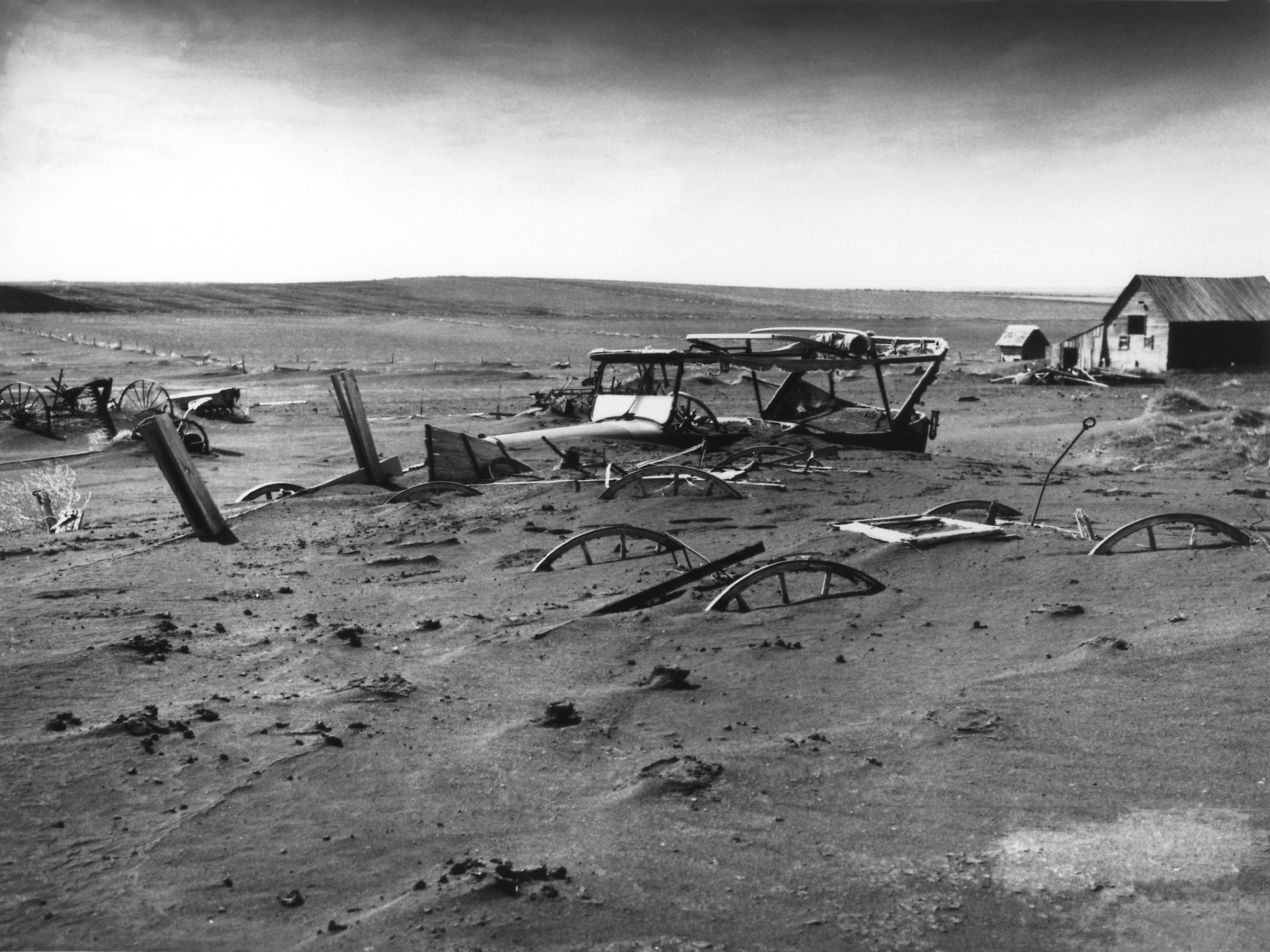
En övergiven gård i South Dakota under 1936.

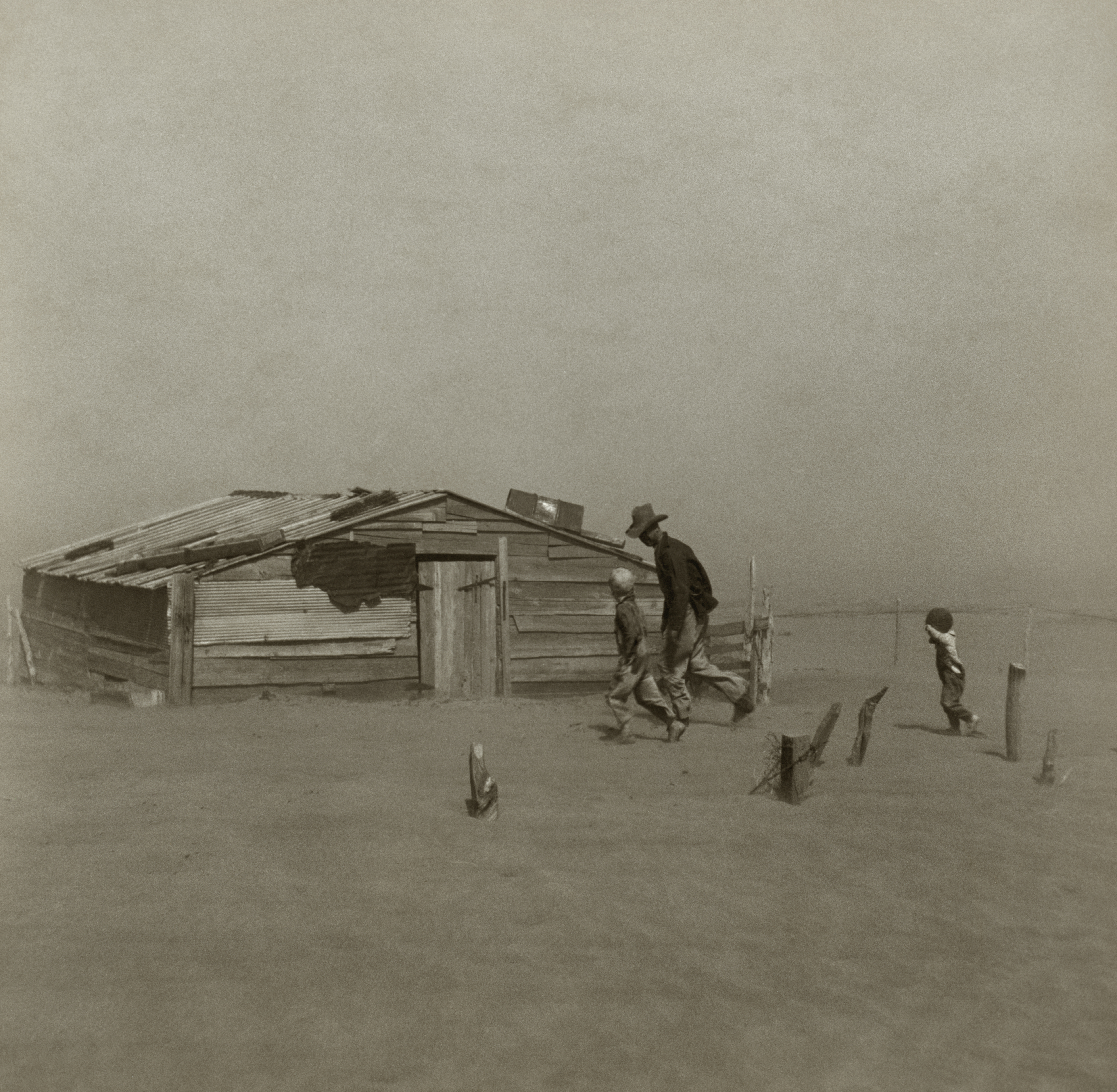
Dammstorm i Cimarron County i Oklahoma 1936.

Dust Bowl var den kris som ägde rum på södra Great Plains i nordamerikanska Mellanvästern och i Kanada under 1930-talet. Det var en period präglad av torka och svår vinderosion på de södra och centrala slättlanden, vilket följdes av ekonomisk depression. De norra präriedelarna drabbades inte lika hårt. Förödelsen av jordbruket förlängde den stora depressionen. Den ledde också till stor utflyttning. Dåliga jordbruksmetoder bidrog till att försvåra situationen.

## Bakgrund
Under 1920-talet flyttade många bönder till slättlandet då man såg nya möjligheter att öka produktionen. Grässlätterna plöjdes upp för att odla spannmål. Under år med riklig nederbörd kunde man odla tillräckligt mycket spannmål, men i början av 1930-talet inleddes en lång och svår torkperiod. Lantbruket drevs dock som tidigare, vilket ledde till att jorden blev allt mer näringsfattig och att det topplager som höll jorden på plats försvann. En rekordskörd av vete 1931 ledde till att livsmedelspriserna sjönk och bönderna fick svårt att klara sitt uppehälle.

## Förlopp
År 1931 försvårades torkan ytterligare. Vindarna drog upp partiklar från marken och bildade stora dammoln. Sandstormar blev allt vanligare, och eftersom det inte fanns någon egentlig växtlighet som kunde binda jord och sand bildades enorma dammoln. År 1932 rapporterades 14 sandstormar, år 1933 38 st. Sandstormarna bidrog till att förvärra situationen; partikelhalten i luften ökade till den grad att solstrålarna inte kunde bryta igenom och de boende i området fick hälsobesvär. Allt fler valde att lämna slättlandet och flykten pågick fram till 1941.